# Raimundo Pereira
Raimundo Pereira (Dar Salam, 28 d'agost de 1956) és un advocat i polític de Guinea Bissau que fou President de Guinea Bissau interí del 3 de març de 2009 al 8 de setembre de 2009 i novament en 2012, després de la marxa del president Malam Bacai Sanhá per tractament mèdic a l'estranger; va continuar en el càrrec després de la mort de Sanha. Pereira fou elegit President de l'Assemblea Nacional Popular el 22 de desembre de 2008. Pereira és membre del Partit Africà per la Independència de Guinea i Cap Verd (PAIGC). Va ser enderrocat pèr un cop d'estat l'12 d'abril de 2012 i succeït per Mamadu Ture Kuruma.

## Vida personal
Pereira és advocat de professió.

## Carrera política
En les eleccions legislatives de novembre de 2008, en el qual el PAIGC va obtenir la majoria parlamentària, Pereira va ser elegit membre de l'Assemblea Nacional Popular com a candidat del PAIGC per la circumscripció 28, que es troba a Bissau capital. Va ser escollit pel PAIGC per substituir Francisco Benante (també membre del PAIGC) com a President de l'Assemblea Nacional Popular després de les eleccions, i en conseqüència, el 22 de desembre de 2008 fou elegit president de l'Assemblea Nacional Popular. Va rebre 60 vots, mentre que el candidat rival del PAIGC, Helder Proença, en va rebre 37.

### Presidència
Després de l'assassinat del President João Bernardo Vieira per l'exèrcit el 2 de març de 2009, l'exèrcit va declarar que Pereira, com a President de l'Assemblea Nacional Popular, succeïria Vieira com a President de Guinea Bissau amb caràcter provisional, de conformitat amb la constitució.
Pereira va jura el càrrec el 3 de març de 2009; d'acord amb la constitució, tenia 60 dies per organitzar unes eleccions presidencials El primer ministre Carlos Gomes Júnior i una delegació de la Comunitat Econòmica dels Estats de l'Àfrica Occidental (ECOWAS) hi fou present en el jurament. En aquesta ocasió Pereira va instar a la comunitat internacional a ajudar Guinea Bissau a "recuperar els reflexos d'un estat estable". L'oposició del Partit de Renovació Social (PRS) va criticar la successió de Pereira, amb l'argument que hauria estat preferible "un debat obert a tots forces vives de la nació en un fòrum apropiat com el parlament per reflexionar sobre el tipus d'estat per a establir". Al funeral de Vieira el 10 de març, Pereira va dir que el compliment del termini de 60 dies per a la celebració d'unes noves eleccions va ser "un dels nostres majors reptes."
Pereira va buscar la nominació com a candidat del PAIGC a les eleccions presidencials, però el 25 d'abril de 2009, el Comitè Central del PAIGC va escollir Malam Bacai Sanhá, qui havia estat president interí de Guinea Bissau de 1999 a 2000 com a candidat presidencial del partit. Va rebre 144 vots, mentre que Pereira va rebre 118. Sanhá guanyaria les eleccions i va succeir Pereira el 8 de setembre de 2009.

## Cop d'estat de 2012
El 12 d'abril de 2012 Pereira va ser enderrocat en un cop d'estat i succeït per Mamadu Ture Kuruma, president del Comandament Militar de Guinea Bissau. Pereira i el primer ministre Carlos Gomes Júnior va ser detingut pels militars quan es van produir a la capital Bissau. El President de la Unió Africana, Jean Ping, va emetre un comunicat rebutjant el cop i va exigir l'alliberament de Pereira i Gomes. El Consell de Seguretat de les Nacions Unides va emetre un comunicat dient que "condemnaven enèrgicament la presa per la força del poder".
El 27 d'abril els líders deposats foren alliberats i enviats a Costa d'Ivori.